# Miroslavs Mitrofanovs
Miroslavs Mitrofanovs (ros. Мирослав Борисович Митрофанов, trb. Mirosław Borisowicz Mitrofanow (ur. 18 grudnia 1966 w Dyneburgu) – łotewski polityk rosyjskiej narodowości, były poseł na Sejm, współprzewodniczący Rosyjskiego Związku Łotwy, eurodeputowany VIII kadencji.

## Życiorys
Urodził się w rodzinie od pokoleń mieszkającej w Łatgalii. W czasie II wojny światowej jego ojciec był zmobilizowany do Legionu Łotewskiego. Po ukończeniu szkoły średniej w rodzinnym Dyneburgu kształcił się na wydziale biologii Uniwersytetu Łotewskiego, który ukończył w 1991. W latach 1989–1991 pracował jako laborant w przedsiębiorstwie przetwórstwa mięsnego. Na początku lat 90. zajął się dziennikarstwem, do 1994 pracował w gazecie „Dinaburg”. Od 1995 do 1998 był zastępcą dyrektora przedsiębiorstwa SIA LAUMA-D.
Od 1996 działał w ugrupowaniu Równouprawnienie skupiającym rosyjskojęzyczną mniejszość narodową. W 1998 wybrany w skład Sejmu Republiki Łotewskiej VII kadencji, w którym zasiadał do 2002. W latach 2002–2004 pełnił obowiązki konsultanta frakcji O Prawa Człowieka w Zjednoczonej Łotwie, a od 2004 współpracował z grupą Zielonych i Wolnego Sojuszu Europejskiego w Parlamencie Europejskim. W wyborach samorządowych w 2005 uzyskał mandat radnego Dyneburga, a w 2006 został wybrany na posła IX kadencji w okręgu wyborczym Łatgalia. Mandat sprawował do jesieni 2010. W wyborach 2010 bez powodzenia ubiegał się o reelekcję, jednak PCTVL nie przekroczył wówczas progu wyborczego i nie uzyskał przedstawicielstwa w Sejmie. W wyborach w 2014 również bez powodzenia ubiegał się o mandat europosła, zaś w wyborach krajowych na jesieni tegoż roku ponownie bezskutecznie o stanowisko posła na Sejm z ramienia Rosyjskiego Związku Łotwy.
Od 2003 był przewodniczącym oddziału swojego ugrupowania w Dyneburgu, został też współprzewodniczącym partii. Po odejściu z parlamentu został asystentem krajowym eurodeputowanej Tatjany Ždanoki. W marcu 2018 zastąpił ją w Parlamencie Europejskim, dołączając do frakcji Zielonych. Mandat posła do PE sprawował do lipca 2019. W 2020 uzyskał natomiast mandat radnego Rygi.